# Lin Yutang
Lin Yutang, född 10 oktober 1895, död 26 mars 1976 i Hongkong, var en kinesisk filosof, författare, översättare och uppfinnare. 

## Biografi
Lin Yutang föddes och växte upp i den lilla småstaden Banzai, i Zhangzhou-prefekturen i Kina, vars miljö och omgivning gjorde ett djupt intryck på honom. Lin växte upp i en familj som varit kristen i tre generationer och hans far var presbyteriansk präst.
Han studerade för sin grundexamen vid Saint John's University i Shanghai och fortsatte sedan sina studier vid Harvard University i USA. Han studerade även i Tyskland och avlade 1923 doktorsexamen i kinesisk lingvistik vid Leipzigs universitet.
Efter 1928 var han huvudsakligen bosatt i USA, senare en kort tid i Hongkong och de sista tio åren av sitt liv i Taiwan. Han är begravd i Yangmingshan, Taipei, och hans hem där har blivit ett museum, liksom hans föräldrahem i Fujian.
Till hans mest kända och populära verk hör boken Konsten att njuta av livet (engelsk originaltitel, 1937: The Importance of Living).
Lin Yutang konstruerade i början av 1940-talet en skrivmaskin som klarade av att hantera de många tusen tecknen i det kinesiska skriftspråket.

## Översättningar till svenska
- En kines om Kina (My country and my people) (översättning Johan O. Lilliehöök, Bonnier, 1937)
- Konsten att njuta av livet (The importance of living) (översättning Ingalisa Munck, Bonnier, 1940)
- "Fyra års krig mot Japan" (översättning Johan O. Lilliehöök). Ingår i: Mei-Ling Sung Chiang: Mitt fria Kina (Natur och kultur, 1941)
- Ett blad i stormen: en roman från det krigshärjade Kina (A leaf in the storm) (översättning Gösta Olzon, Bonnier, 1943)
- Episod i Peking (Moment in Peking) (översättning Gösta Olzon, Bonnier, 1944)
- Den blodröda porten: roman från ett fjärran land (The vermilion gate) (översättning Carl Sundell, Bonnier, 1954)
- Lady Wu: en sann berättelse (Lady Wu: a true story) (översättning Håkan Norlén, Bonnier, 1958)
- Kinesisk visdom (The importance of understanding) (översättning Axel Ljungberg, Natur och kultur, 1961)
- Den röda pionen 1962 (The red peony) (översättning Elsie och Håkan Tollet, Natur och kultur, 1962)
- Juniper Loa 1964 (Juniper Loa) (översättning Majken Johansson, Natur och kultur, 1964)
- De oskyldigas flykt 1965 (The flight of the innocents) (översättning Ingrid Ekman Nordgaard, Natur och kultur, 1965)